# Chadd Ning
Chadd Ng Chiu Hing Ning (* 29. Juni 2006) ist ein eswatinischer Schwimmer.

## Karriere
Chadd Ning nahm an den Schwimmweltmeisterschaften 2023 in Fukuoka sowie 2024 in Doha teil. Zudem trat er bei den Olympischen Spielen 2024 in Paris an. Im Wettbewerb über 100 m Brust kam er auf Platz 35. Zusammen mit seiner Schwimmerkollegin Hayley Hoy war Ning bei Eröffnungsfeier der Spiele Fahnenträger seines Landes.